# 姚序之
姚序之（1615年—17世紀），號瞿石，浙江湖州府長興縣人，明朝、南明政治人物。

## 生平
姚序之是嘉靖二十三年進士姚一元的曾孫，崇禎九年（1636年）丙子科浙江鄉試第十九名舉人，十三年（1640年）中式庚辰科會試第一百七十七名，二甲第五十名進士。刑部觀政，授工部都水司主事，榷稅荊州，出為濟南府知府，調松江府知府。
弘光元年（1645年）清軍攻江南，姚序之棄官逃走，不再出仕，在山林講學，述說以前的事蹟。

## 引用
1. ↑  《崇禎十三年庚辰科進士三代履歷》：姚序之。曾祖一元，甲辰进士，顺天府尹。祖弘道，太学。父光裕；本生父光□，太学。瞿石。《诗》一房。乙卯年九月二十日生。浙江湖州府长兴县人。丙子十九名，会试一百七十七名，二甲五十名。刑部观政。
2. 1 2  錢海岳《南明史·卷三十五·列傳第十一》：姚序之，號瞿石，長興人。崇禎十三年進士。都水主事，榷荊州，遷濟南知府，（弘光時）調嵩江，走。
3. ↑  同治《長興縣志·卷二十·選舉》：崇禎……姚序之 九年丙子科，一元曾孫，進士。
4. ↑  同治《長興縣志·卷二十三上·人物》：姚序之，號瞿石，一元四世孫，崇禎十三年進士。以尚書郎榷稅荊州，轉守濟南，適遘流氛，遂無意於仕宦，徜徉山水間。精於史學，凡古今因革利弊，抵掌娓娓於故交困阨，及民隱之難，白者輒為常事陳之。 韓志